# 奈良治二
奈良 治二（なら はるじ、1903年（明治36年）4月8日 - 1965年（昭和40年）7月19日）は、昭和期の農業協同組合指導者、実業家、政治家。衆議院議員。旧姓・成田。

## 経歴
青森県北津軽郡六郷村胡桃館（現鶴田町）で、成田治の二男として生まれる。1923年（大正12年）青森県立弘前中学校（現青森県立弘前高等学校）を卒業した。
中津軽郡新和村（現・弘前市）種市の奈良家の養子となる。新和村農業会長、(有) 北隆造船鉄工所取締役社長、北日本化学工業取締役社長、新和村農業協同組合長、同村農業共済組合長、青森県農業共済保険組合理事、同県利用農業協同組合連合会長などを務めた。
政界では1930年（昭和5年）新和村会議員に選出された。その他、新和村助役、同村農地委員、同村学務委員などに在任。1947年（昭和22年）4月の第23回衆議院議員総選挙に青森県第2区から日本自由党公認で立候補して落選。1949年（昭和24年）1月の第24回衆議院議員総選挙に民主自由党公認で出馬して当選し、衆議院議員に1期在任した。この間、衆議院農林常任委員、民自党青森県連副支部長、青森県通貨安定推進委員長などを務めた。1952年（昭和27年）10月の第25回総選挙に出馬したが落選し、事実上、政界の引退を余儀なくされた。